# Курмангазинський сільський округ (Курмангазинський район)
Курманга́зинський сільський округ (каз. Құрманғазы ауылдық округі, рос. Курмангазинский сельский округ) — адміністративна одиниця у складі Курмангазинського району Атирауської області Казахстану. Адміністративний центр та єдиний населений пункт — село Курмангази.
Населення — 14532 особи (2021; 12750 у 2009, 12419 у 1999, 10719 у 1989).
Станом на 1989 рік існувала Ганюшкинська сільська рада (села Безим'янне, Велика Красиловка, Ганюшкино, Мала Красиловка, Самаркіно). На початку 1990-их років усі села були об'єднані в село Ганюшкино. 2018 року Ганюшкинський сільський округ отримав сучасну назву.

## Склад
До складу округу входять такі населені пункти:
| Населений пункт         | Колишні назви | Населення, осіб (1989) | Населення, осіб (1999) | Населення, осіб (2009) | Населення, осіб (2021) |
| ----------------------- | ------------- | ---------------------- | ---------------------- | ---------------------- | ---------------------- |
| Безим'янне, село        | -             | 1295                   | -                      | -                      | -                      |
| Велика Красиловка, село | -             | 253                    | -                      | -                      | -                      |
| Мала Красиловка, село   | -             | 1149                   | -                      | -                      | -                      |
| Самаркіно, село         | -             | 1019                   | -                      | -                      | -                      |
| Курмангази, село        | Ганюшкино     | 7003                   | 12419                  | 12750                  | 14532                  |